# جا تراشه قطعه‌ای

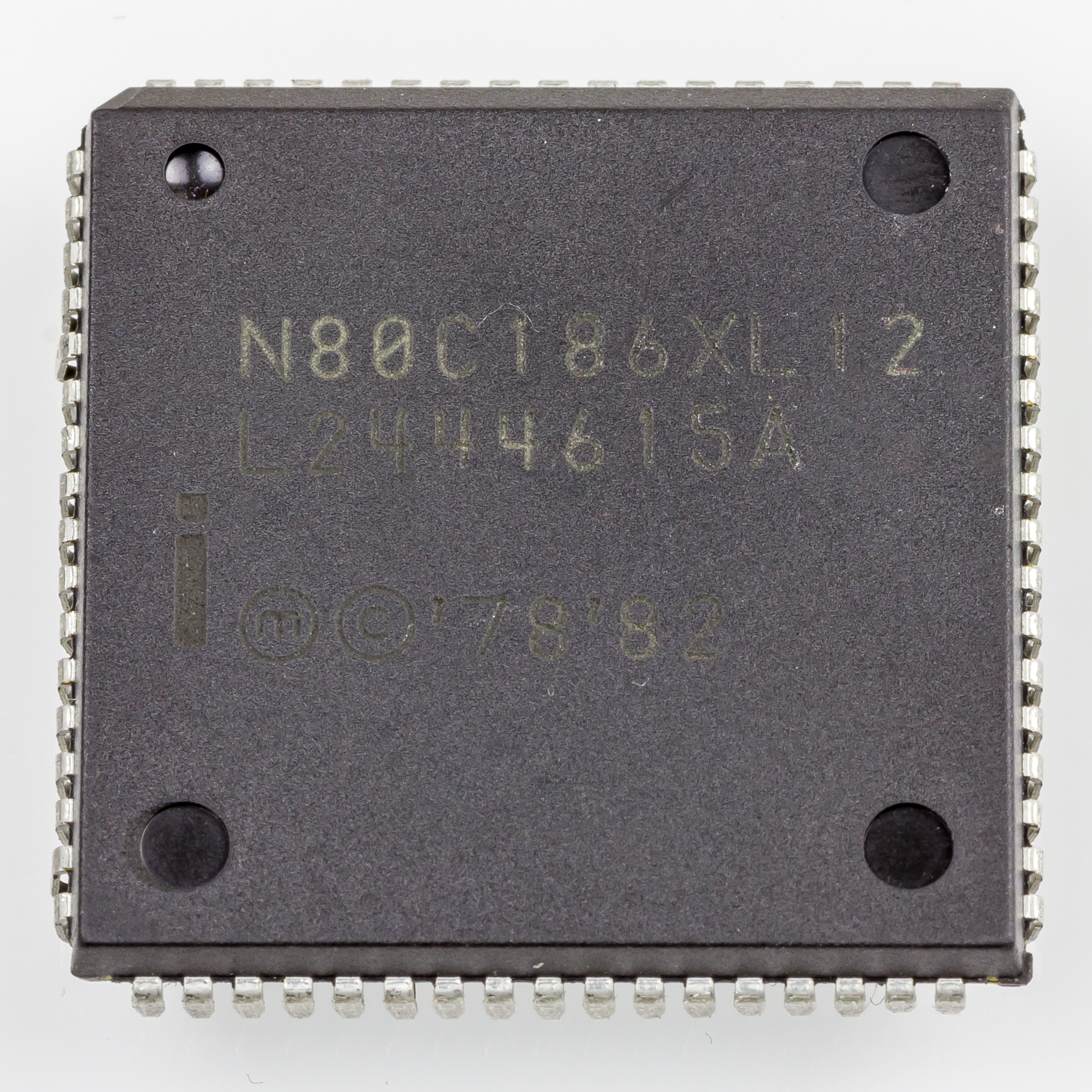
اینتل ۸۰۱۸۶ در QFJ68 / PLCC68، نمونه‌ای از جا تراشه سَر-دار پلاستیکی

در لوازم الکترونیکی، جا تراشه یکی از چندین بسته‌های فناوری نصب-سطح برای مدارهای مجتمع (که معمولاً «تراشه» نامیده می‌شود) است. اتصال‌دهنده‌ها در هر چهار لبه یک بسته مربعی ایجاد می‌شوند. درمقایسه با فضای خالی داخلی برای نصب مدار مجتمع، اندازه کلی بسته بزرگ است.
انواع بسته‌های جا تراشه معمولاً با حروف اولیه ذکر می‌شوند و شامل موارد زیر می‌شوند:
- BCC: جا تراشه پُلغی[۲]
- CLCC: جا تراشه بدون-سر سرامیکی[۳]
- جا تراشه بدون پایه (LLCC): جا تراشه بدون-سَر، اتصالات به صورت عمودی فرورفته‌اند.[۲]
- LCC: جا تراشه سر-دار[۲]
- LCCC: جا تراشه بدون-سَری سرامیکی[۲]
- DLCC: جا تراشه بدون سر-دار دوگانه (سرامیکی)[۲]
- PLCC: جا تراشه سر-دار پلاستیکی[۲][۳]
- PoP: بسته روی یک بسته